# Alistratia beroni
Alistratia beroni är en kräftdjursart som beskrevs av Mikhail P. Andreev 2004. Alistratia beroni ingår i släktet Alistratia och familjen Trichoniscidae. Inga underarter finns listade i Catalogue of Life.